# Angerlinde in Bernsdorf (Vierbach)
Die Angerlinde in Bernsdorf ist ein ausgewiesenes Naturdenkmal im nordhessischen Werra-Meißner-Kreis. Sie steht in der ehemaligen Ortsmitte von Bernsdorf, dem westlichsten der beiden kleinen Vorgängerorte der im Jahr 1936 gebildeten Gemeinde Vierbach. Das Pflanzdatum des Baumes ist unbekannt. Sein Alter wird auf mehr als 170 Jahre geschätzt.

## Lage
Vierbach liegt im Vierbachtal, durch das die Landesstraße 3243 verläuft. Im frühen Mittelalter reihte sich im Tal Dorf an Dorf. Nach der alten Wüstung Vierbach am Taleingang, kamen Brausdorf, Wipperode, Bernsdorf und bis Germerode im Meißnervorland noch weitere untergegangene Dörfer. Die Linde steht in Bernsdorf an dieser Hauptstraße auf dem Anger, der in früheren Jahren Versammlungsort und Gerichtsstätte war. In der naturräumlichen Gliederung Deutschlands, die auf der Geografischen Landesaufnahme des Instituts für Landeskunde Bad Godesberg basiert, wird das untere Vierbachtal, zu dem Bernsdorf gehört, dem Wernersbergzug (358.24) und der obere nordwestliche Bereich dem Meißnervorland (358.03) zugeordnet. Sie sind Teileinheiten des Unteren Werraberglands (358). Südlich grenzt der Finkenberg-Dachsberg-Zug (357.82) des Fulda-Werra-Berglands (357) unmittelbar an das Tal.

## Geschichte

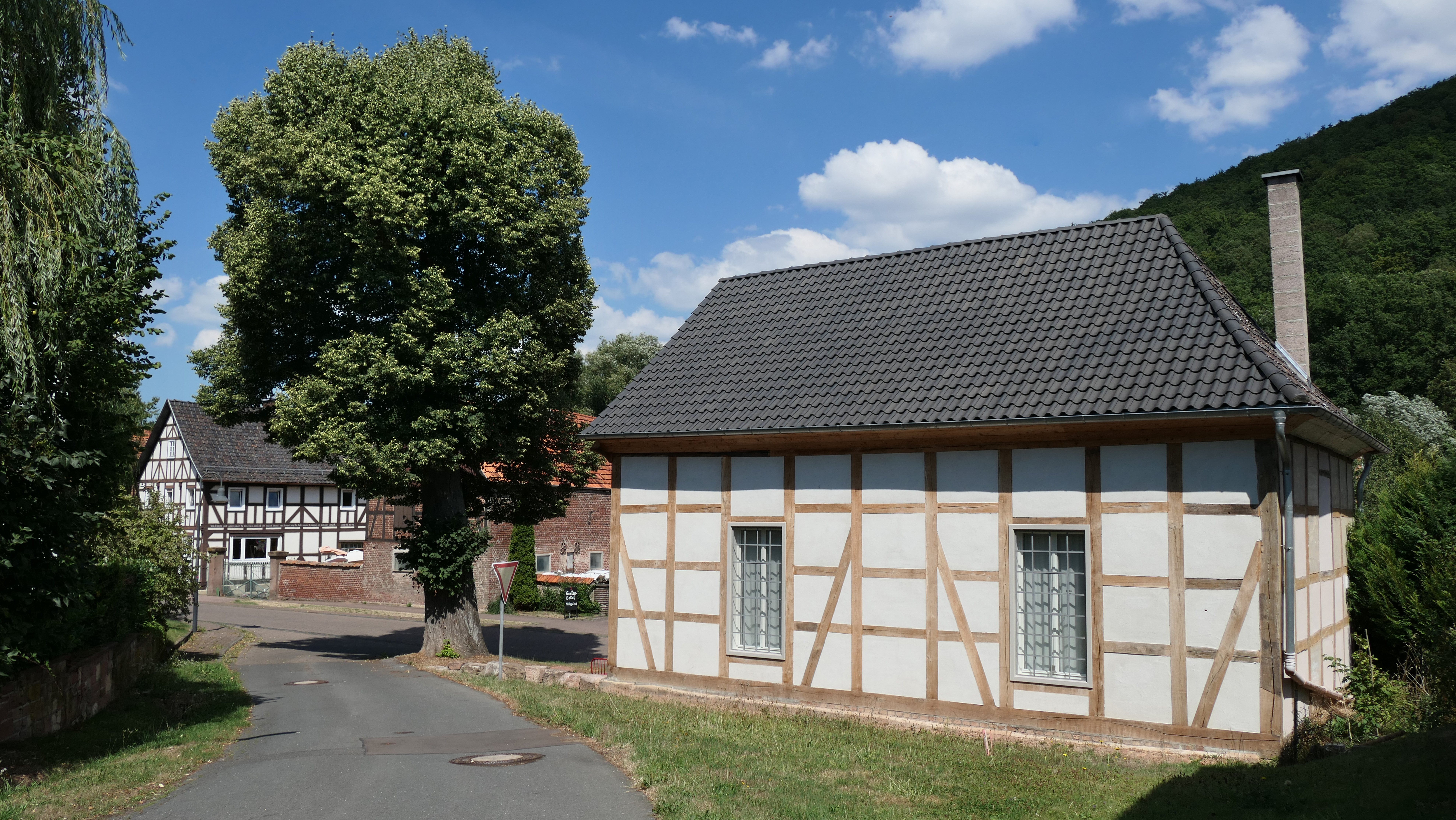
Angerlinde und ehemalige Pfarrkirche Bernsdorfs

Bernsdorf wurde im Jahr 1195 als Berharsdorp erstmals erwähnt. In dieser Zeit gehörte es zu den Besitzungen der Grafen von Bilstein, die es im 13. Jahrhundert an das Kloster Germerode abtraten. Mit der Einführung der Reformation, vermutlich um 1527, gelangte Bernsdorf an die Landgrafschaft Hessen.
Nach der Zusammenlegung mit dem östlich angrenzenden Wipperode im Jahr 1936 bildeten beide Orte das langgezogene Straßendorf Vierbach, das 1971 an die Gemeinde Reichensachsen angeschlossen und zum Ortsteil von Wehretal wurde. Die Kirche des ehemaligen Wipperode wurde nun zum Gotteshaus für die gesamte Vierbacher Gemeinde, während die kleine ehemalige Pfarrkirche von Bernsdorf in den 1930er Jahren entweiht und als Lagerschuppen genutzt wurde, bevor in den 2010er Jahren die neuen Besitzer begannen, sie zu einer Art Loftwohnung umzubauen.

## Schutz
Die Linde wurde im Juli 1936 als Naturdenkmal ausgewiesen und steht auch als Teil einer der beiden Gesamtanlagen Vierbachs aus geschichtlichen Gründen unter Denkmalschutz. Zu der Gesamtanlage der ehemaligen Ortschaft Bernsdorf gehören der Anger mit der Linde und der früheren Pfarrkirche sowie die benachbarten Hofanlagen.